# Johann Kremer

Kremer no julgamento de Auschwitz em Cracóvia, 1947

Johann Paul Kremer (Lindlar, 26 de dezembro de 1883 - Münster, 8 de janeiro de 1965) foi professor de anatomia e genética humana na Universidade de Münster. Serviu na SS no campo de concentração de Auschwitz como médico durante a Segunda Guerra Mundial, de 30 de agosto de 1942 a 18 de novembro de 1942. Membro do NSDAP, ele esteve envolvido em vários experimentos humanos nos prisioneiros de Auschwitz II-Birkenau. Ele foi condenado à morte no julgamento de Auschwitz, mas essa sentença foi posteriormente comutada para uma prisão perpétua. Ele foi libertado em 1958. Kremer manteve também um diário de seu tempo em Auschwitz.

## Vida antes de Auschwitz
Kremer nasceu em Stelberg, Lindlar. Ele era doutor em medicina e também em filosofia. Ele também estudou ciências naturais e matemática. Ele estudou em Heidelberg, Estrasburgo e também em Berlim; ele recebeu seu diploma de médico em 1919 e seu diploma de filosofia em 1914. Tornou-se docente em anatomia em 1929.

## Experiências médicas
A principal prioridade dos médicos da SS nos campos de concentração na Europa ocupada pelos nazistas não era prestar serviços médicos básicos aos prisioneiros, mas sim dar a aparência de cuidados médicos competentes. Após a implementação em larga escala da Solução Final, grande parte do tempo foi ocupado com extermínios em campos de concentração, triagem/seleção dos prisioneiros recém-chegados (principalmente judeus) (por exemplo, para trabalho ou extermínio imediato), observação direta de execuções e gaseamentos, experimentação e fabricação de causas de mortes em atestados de óbito de prisioneiros. Os experimentos conduzidos pelos médicos da SS foram realizados por três razões principais: 1) pesquisar métodos para melhorar a saúde e a capacidade de sobrevivência dos soldados; 2) estabelecer as bases para a pesquisa científica do pós-guerra; e 3) cumprir os ditames das políticas raciais do Partido Nazista. Algumas experiências também foram feitas a pedido de empresas farmacêuticas e institutos médicos, para interesses de pesquisa dos próprios médicos e para beneficiar as carreiras pessoais dos médicos. 
Kremer estava particularmente interessado nos efeitos da fome no corpo humano, especialmente no fígado, e porque Kremer era responsável por examinar os prisioneiros que buscavam admissão na enfermaria do campo, ele foi capaz de selecionar pessoalmente os prisioneiros que acreditava que seriam bons assuntos de teste para suas experiências. Ele costumava realizar autópsias para extrair amostras do fígado, baço e pâncreas. Em várias ocasiões em seu diário, ele menciona a extração de órgãos e tecidos (que ele chamou de "material vivo fresco") de vítimas vivas, como em 15 de outubro de 1942, quando escreve "Material vivo fresco do fígado, baço e pâncreas retirados de um indivíduo anormal". O diário de Kremer contém descrições de pelo menos mais cinco instâncias semelhantes. Em sua audiência em 30 de julho de 1947, Kremer afirmou que "observei cuidadosamente os prisioneiros deste grupo [a serem liquidados] e sempre que um deles me interessava particularmente por causa de seu estágio avançado de fome, ordenei ao médico que o reservasse, e para me informar quando esse paciente seria morto por injeção".

## Ações especiais
Todos os médicos da SS foram obrigados a estar presentes no que foi chamado de "ações especiais", que foi quando os gases em massa ocorreram. As vítimas mais comuns foram crianças, idosos, mães com filhos pequenos e outras consideradas impróprias para o trabalho. Durante seu julgamento, Kremer descreveu como era conduzido um gás e qual era seu papel como médico. Os gases foram conduzidos em cabines localizadas nos arredores do campo; as vítimas foram transportadas por ferrovia e, depois que chegaram, os prisioneiros "foram levados primeiro para os quartéis, onde as vítimas se despiram e depois foram nus para as câmaras de gás. Muitas vezes, não ocorriam incidentes, pois os homens da SS mantinham as pessoas quietas, mantendo-as depois de dirigir todos eles para a câmara de gás, a porta foi fechada e um homem da SS com uma máscara de gás jogou o conteúdo em uma abertura na parede lateral".  O papel de Kremer era sentar-se em uma van junto com um médico preparado para tratar qualquer pessoa da SS que pudesse sucumbir ao gás.

## Execuções e espancamentos
Ao longo do diário de Kremer, há várias ocasiões em que ele menciona estar presente em várias execuções e espancamentos. Pelo menos quatro instâncias podem ser encontradas em que ele menciona execuções por pistola, injeção de fenol ou um método não especificado. Ele menciona brevemente não menos de três casos em que supervisionou a punição de prisioneiros. Os médicos foram solicitados a examinar a vítima antes da punição e a permanecer no local.

## Testemunho e acusação
Johann Kremer foi julgado nos julgamentos de Auschwitz na sessão da Tribuna Nacional da Suprema Corte em Cracóvia durante novembro e dezembro de 1947. Com base no conteúdo de seu diário e em suas próprias confissões, Kremer participou de quatorze gaseamentos, além de várias execuções públicas e execuções especiais. Durante seu testemunho, ele descreveu o processo pelo qual ele selecionou suas vítimas, o processo de obter as informações necessárias para sua pesquisa e afirma que "depois que eu recebia essas informações, um médico ordenado chegaria e mataria o paciente, com uma injeção na área do coração. Que eu saiba, todos esses pacientes foram mortos com injeções de fenol. O paciente morreu imediatamente após receber essa injeção. Eu nunca administrei injeções fatais".